# Дальстрой
«Дальстро́й» — государственный трест по дорожному и промышленному строительству в районе Верхней Колымы (c 1938 года — Главное Управление строительства Дальнего Севера НКВД СССР «Дальстрой», c 1945 года — Oрдена Трудового Красного Знамени Главное Управление строительства Дальнего Севера НКВД СССР «Дальстрой», с марта 1946 года — подведомственно МВД СССР, с марта 1953 года — переподчинено Министерству металлургической промышленности СССР — специализированный государственный институт (суперорганизация, «комбинат особого типа»)), осуществлявший в 1930—1950-х годах освоение Колымского края.
Образован 13 ноября 1931 года, ликвидирован путём реорганизации 29 мая 1957 года.
Основной задачей треста являлись получение в кратчайшие сроки максимального количества золота, разведка и добыча других стратегически важных полезных ископаемых, а также использование «Дальстроя» как базы для дальнейшего длительного, комплексного освоения и эксплуатации ранее необжитых территорий Северо-Востока СССР.
Работы в экстремальных северных условиях по освоению территории, добыче золота, руд и угля, а также развитию инфраструктуры выполнялись в основном использовавшимися «Дальстроем» в качестве рабочей силы вольнонаёмными работниками, а после подчинения НКВД, в 1938 году, заключёнными различных исправительно-трудовых лагерей (ИТЛ), разбросанных по огромной территории, подчинённой тресту.
В период своего существования «Дальстрой» занимался не только интенсивным промышленным и дорожным строительством, но и осуществлял властные административно-политические и хозяйственные функции на территории своей деятельности.
Деятельностью «Дальстроя» были заложены основы производственной, социальной и других инфраструктур современной Магаданской области.
24 февраля 1945 года за успешное выполнение заданий правительства по производству и строительству на Дальнем Севере «Дальстрой» был награждён орденом Трудового Красного Знамени.

## Предыстория

### Изучение и освоение территории Северо-Востока в первой четверти XX века
В результате работы северо-восточных экспедиций, сформированных различными организациями, были определены основные направления экономического (развитие горной промышленности) и транспортного (создание транспортной системы снабжения горных предприятий) освоения края. Результаты этих исследований явились важнейшим условием для создания «Дальстроя», руководство которого в дальнейшем активно использовало их в целях решения задач, поставленных перед трестом.
Наибольшего внимания заслуживают результаты Индигирской экспедиции Геолкома ВСНХ СССР (1926) и Колымского геоморфологического отряда Якутской комиссии АН СССР (1929—1930), работавших под руководством С. В. Обручева, Партии по исследованию реки Колымы (1928—1930), которую возглавлял иркутский учёный Молодых И. Ф., Первой Колымской геологоразведочной экспедиции (1928—1929) во главе с Ю. А. Билибиным и Второй Колымской геологоразведочной экспедицией (1930—1931) под руководством В. А. Цареградского.

### Организация Восточно-Эвенской культбазы
Строительство Восточно-Эвенской культбазы на берегу бухты Нагаева было начато в 1929 году. Она просуществовала всего 2 года, после чего была расформирована в связи с низкой эффективностью в решении задач по социалистическому перевоспитанию местного населения. В то же самое время Нагаевская бухта стремительно превращалась в перевалочную базу старательских организаций, вдохновлённых расширяющимися перспективами золотодобычи на Колыме, вокруг территории культбазы возник и продолжал расти посёлок Нагаево. В таких условиях благие культуростроительные намерения уступили место интересам прагматичной золотодобычи.

### Предпосылки к созданию «комбината особого типа»
В результате внутрипартийной борьбы, проходившей в течение 1920-х годов, в советском руководстве была принята концепция форсированной индустриализации, которая ставила ряд важных проблем, в частности: создание собственной топливно-сырьевой базы и накопление средств на техническое вооружение создаваемой индустрии. Кроме того, из-за Великой депрессии на Западе в начале 1930-х годов соотношение цен золота и промышленного оборудования было необыкновенно благоприятным для экспортных продаж золота с целью закупки станков и оборудования, в которых испытывала острую потребность начавшая индустриализацию Советская Россия. Для решения этих задач первостепенной важности в годы первой пятилетки начали действовать специфические государственные организации, определяемые доктором экономических наук С. В. Славиным как «интегральные комбинаты», характерными чертами которых являлись:
- выделение государством территории, на которую распространяется деятельность данного комбината. Эта территория определялась не границами административных подразделений страны, а характером поставленных перед комбинатом задач;
- включение в состав комбината всех отраслей хозяйства и всех видов производства, необходимых для решения основной задачи комбината и общего подъёма производительных сил данной территории;
- подчинение всех предприятий, входящих в комбинат, единому руководству (управлению), объединяющему все материально-технические и финансовые средства, а также людские силы.

Начатая государственным акционерным обществом «Союззолото» разработка золотоносных площадей в Верхнеколымском районе существенно тормозилась отсутствием отлаженной системы снабжения приисков, разрозненностью усилий различных организаций в постепенном освоении Охотско-Колымского края. Эти факторы, а также острая необходимость прямого пополнения золотого запаса страны, столь необходимого в условиях форсированной индустриализации СССР, обусловили необходимость создания отдельной организации для максимально быстрого дорожного строительства в регионе и организации форсированной золотодобычи. Такой организацией должен был стать специализированный «государственный трест по дорожному и промышленному строительству в районе Верхней Колымы».

## «Дальстрой» как «комбинат особого типа»

Официальная эмблема головного убора работников «Дальстроя».

«Дальстрой» — комбинат особого типа, работающий в специфических условиях, и эта специфика требует особых условий работы, особой дисциплины, особого режима.
— И. Сталин

### Образование «Дальстроя»
Решение о создании «Дальстроя» принималось Политбюро ЦК ВКП(б) с целью освоения разведанных месторождений и на основе перспективных оценок, сделанных геологоразведочными и геологопоисковыми экспедициями, работавшими в районах Колымы во второй половине 1920-х — начале 1930-х годов.

По данным геологических прогнозов, запасы золота в бассейнах рек Колымы и Индигирки занимали одно из первых мест в мире, составляя более 20 % всех известных мировых запасов. Запасы олова были наибольшими в Союзе.
— Государственный архив Магаданской области (ГАМО). Ф. р-23сс, оп. 1, д. 48, л. 24.
11 ноября 1931 года за подписью И. В. Сталина было издано Постановление ЦК ВКП(б) «О Колыме», которым было предписано образовать на Колыме «специальный трест с непосредственным подчинением ЦК ВКП(б)». Руководству «Дальстроя» предписывалось уже в 1931 году довести добычу золота до 2 т, в 1932 году — до 10 т, в 1933 году — до 25 т.
13 ноября 1931 года организован Государственный трест по дорожному и промышленному строительству в районе Верхней Колымы — «Дальстрой». Тресту были поручены поиск, разведка и разработка месторождений всех полезных ископаемых на территории Ольско-Сеймчанского района Дальневосточного края (ДВК) и строительство автомобильной дороги от бухты Нагаева до районов добычи.
14 ноября 1931 года директором треста «Дальстрой» назначен Э. П. Берзин.
4 февраля 1932 года в бухту Нагаева на пароходе «Сахалин», пробившемся через льды Охотского моря с помощью ледореза «Литке», прибыло руководство «Дальстроя» во главе с Э. П. Берзиным, другие вольнонаёмные работники и стрелки военизированной охраны. Одновременно тем же рейсом на Колыму было доставлено не менее ста первых заключённых.
Именно в этот год на Колыме началось масштабное строительство дорог, речных портов, аэродромов, посёлков и «столицы» лагерного края — Магадана.

### Цели, задачи и методы создания «Дальстроя»
Организуемый трест должен был стать не просто крупнейшим промышленным центром Северо-Востока России по добыче золота, олова и других редких металлов; с учётом особых условий деятельности и географического положения Колымы решение поставленной перед трестом стратегической задачи разрешало целый ряд следующих подзадач:
- Ранее необжитая и неосвоенная территория Северо-Востока России включалась в единый народнохозяйственный промышленно-транспортный комплекс страны, занимая в нём основное место как источник золотовалютных резервов для нужд индустриализации страны.
- Районы Колымы, наряду с Камчаткой, приобретали важное военно-стратегическое значение как составная часть единого оборонного пространства ДВК. Промышленный комплекс «Дальстроя» создавал для этого необходимую материальную основу, а «трудовая армия» заключённых Севвостлага ОГПУ-НКВД рассматривалась как потенциальный резерв РККА на Дальнем Востоке. Мобилизационными планами предусматривалось в случае непосредственной угрозы со стороны сопредельных государств сформировать из заключённых стрелковую дивизию штатной численностью от 8 до 12 тыс. человек.
- Территория «Дальстроя», которая в 1930—1940-х годах имела тенденцию к расширению (вне зависимости от административно-территориального деления страны), выделялась в особый, практически автономный район. По уровню властных полномочий «Дальстрой» находился вне даже формального подчинения и контроля со стороны органов советской власти Якутской АССР и ДВК, а все решения о его деятельности принимались на уровне ЦК ВКП(б), СНК и СТО СССР, а позднее — НКВД СССР, и носили секретный характер. «Дальстрой» формировался как огромный, жёстко централизованный, индустриальный лагерь (промлаг), основу рабочей силы которого составляли заключённые Севвостлага ОГПУ-НКВД СССР. Во главе этой структуры стоял директор «Дальстроя» (с 1938 года — начальник ГУ СДС НКВД СССР), являвшийся уполномоченным партийных (до 1937 года), исполнительных (ДВКИК (Дальневосточный краевой исполнительный комитет)) — до конца 1938 года) и репрессивных (ОГПУ-НКВД) органов, который, таким образом, сосредотачивал всю полноту власти на Колыме. Принимая во внимание особую важность деятельности «Дальстроя», в 1932—1933 годах СНК и СТО СССР наделили руководство «Дальстроя» чрезвычайными полномочиями. В период деятельности «Дальстроя», учитывая особый характер этой организации, органы советской власти в промышленных пунктах и посёлках не создавались (за исключением города Магадана, посёлков Нера и Зырянка), населённые пункты административно подчинялись соответствующему отраслевому или горно-промышленному управлению. В тресте создавались собственные судебные и карательные органы, он получил право на взимание государственных налогов, сборов[И 7]. С 1932 года от всех налогов и сборов были освобождены товары, покупаемые «Дальстроем» для своих нужд. Вся выручка от реализации товаров, продающихся по коммерческим ценам (в том числе алкогольные напитки и табачные изделия), оставалась в распоряжении треста. С 1933 года «Дальстрою» было передано право свободного распоряжения всеми средствами гострудсберкасс на своей территории и доходами, полученными от реализации облигаций госзаймов. Трест пользовался правом на монопольное использование всех природных ресурсов, включая распоряжение всеми лесными массивами на своей территории, что сняло для него все ограничения по лесодобыче[И 8]. В системе управления особое место занимали органы УНКВД по «Дальстрою», в функции которых входила не только оперативная работа среди заключённых Севвостлага, но и контроль за всей внутрихозяйственной деятельностью предприятий, включая расстановку кадров, вербовку специалистов и т. п. В то же время, в целях привлечения дополнительной рабочей силы и специалистов на работников «Дальстроя» распространялись особые льготы[И 9].

Дальстрой есть лагерь, куда нельзя переносить порядки, установленные для территориальных партийных органов, хозяйственных и других организаций.
— ГАМО. Ф. р-23сс, оп. 1, д. 203, л. 89
- На подразделения «Дальстроя» возлагалась задача реконструкции хозяйств местного коренного населения на основе коллективизации. Эта задача носила не столько политический, сколько прикладной, экономический характер. Национальные колхозы создавались для обеспечения быстрорастущего населения Колымы местной сельскохозяйственной продукцией и составляли, наряду с совхозами и подсобными хозяйствами предприятий «Дальстроя», основу собственной продовольственной базы. Совхозы «Дальстроя» имели статус сельскохозяйственных предприятий системы ГУЛАГа НКВД СССР и по сути являлись сельхозлагерями. Наряду с сельским хозяйством в рамках подсобного производства в национальных районах развивалась местная, лёгкая и рыбная промышленность. Значение колхозно-совхозной системы, созданной в 1932—1941 годах, проявилось во время Великой Отечественной войны, когда снабжение, в том числе и продовольственное, было значительно сокращено.
- Создание «Дальстроя» как и всей системы ГУЛАГа должно было стать убедительным доказательством эффективности репрессивно-карательных мер не только для подавления уголовников и классовых врагов, но и для создания элементов социалистической экономики специфическими методами трудового перевоспитания. В частности, на заседании комиссии Политбюро ЦК ВКП(б) 15 мая 1929 года отмечалось:

Мы имеем огромные затруднения в деле посылки рабочих на север. Сосредоточение там многих тысяч заключённых поможет нам продвинуть дело хозяйственной эксплуатации природных богатств севера… Рядом мер как административного, так и хозяйственного содействия освобождённым мы можем побудить их оставаться на севере, тут же заселяя наши окраины.
— Исторический архив. 1997. № 4. С. 145
Поэтому репрессии 1930—1940-х годов носили смешанный, политико-экономический характер, а их масштабы частично диктовались и потребностями лагерной системы государства.

### Территория «Дальстроя»
Первоначально район деятельности «Дальстроя» охватывал побережье Охотского моря от устья реки Тауй до села Гижига, распространялся в пределах границ Корякского и Чукотского национальных округов, границы Якутской АССР, верховьев правых притоков Тауя общей площадью около 400 тыс. км². В дальнейшем эта территория постоянно расширялась.
На основании постановления СНК СССР от 29 июля 1936 года на трест была возложена задача охватить к 1940 году геологоразведочными работами весь бассейн Колымы, часть бассейна Индигирки между устьями рек Эльген (Эльги) и Мома, а также бассейны главных притоков Индигирки.
Если изначально единый хозяйственный комплекс треста проектировался в долине реки Колымы: здесь планировалось построить административный центр, несколько ГЭС, автотрассу Верхняя Колыма — Якутск, то по мере развития порта Нагаево и посёлка Магадан, где были сосредоточены основные базы и управляющие структуры треста, перенос административного центра представлялся всё менее оправданным. 14 июля 1939 года Указом Президиума Верховного Совета РСФСР посёлок Магадан, население которого к тому времени составляло 30 700 человек, был преобразован в город.
В 1939 году «Дальстрою» были переданы Чаунский и Чукотский районы, в 1940 году — бассейн реки Анадырь, а в 1941 году на основании Постановления СНК СССР № 476-312сс от 29 марта — побережье Охотского моря от Пенжинской губы до Удской губы (Чумикан) и весь бассейн реки Яна в Якутской АССР. Таким образом, территория «Дальстроя» увеличилась с 450 тыс. км² до 2,256 млн км².
Окончательная граница была установлена 29 января 1951 года специальным Указом Президиума Верховного Совета СССР, увеличившим площадь до 3 млн км². Территория «Дальстроя» включила в себя всю нынешнюю Магаданскую область, Чукотский автономный округ, часть Якутии, Хабаровского края и Камчатского края, отдельные населённые пункты (совхозы) Приморского края, что составило около одной седьмой части всей территории СССР.

### Директора (начальники) «Дальстроя»
- Берзин, Эдуард Петрович — дивизионный интендант, директор «Дальстроя» c 14 ноября 1931 г.[И 5] по декабрь 1937 г. Арестован и впоследствии расстрелян по обвинению в измене Родине. Реабилитирован в 1956 году.
- Павлов, Карп Александрович — старший майор госбезопасности (позднее — комиссар госбезопасности 2-го ранга, генерал-полковник), директор (начальник) «Дальстроя» с 19 декабря 1937 г.[И 17] (с 3 декабря 1937 г. — врид (временно исполняющий дела) директора[И 18]) по 11 октября 1939 г.
- Никишов, Иван Фёдорович — комиссар госбезопасности 3-го ранга (генерал-лейтенант), начальник «Дальстроя» с 19 ноября 1939 г.[И 19] по 24 декабря 1948 г.
- Петренко, Иван Григорьевич — генерал-майор, начальник «Дальстроя» с 25 декабря 1948 г. по 3 августа 1950 г.
- Кузнецов А. Д. — полковник, главный инженер «Дальстроя», и. о. начальника «Дальстроя» с августа по сентябрь 1950 г.[И 6]
- Митраков, Иван Лукич — горный генеральный директор 2-го ранга, начальник «Дальстроя» с 30 сентября 1950 г. по февраль 1956 г.
- Чугуев, Юрий Вениаминович — начальник «Дальстроя» с 27 февраля 1956 г. по март 1957 г.

### Структура и производственная база «Дальстроя»

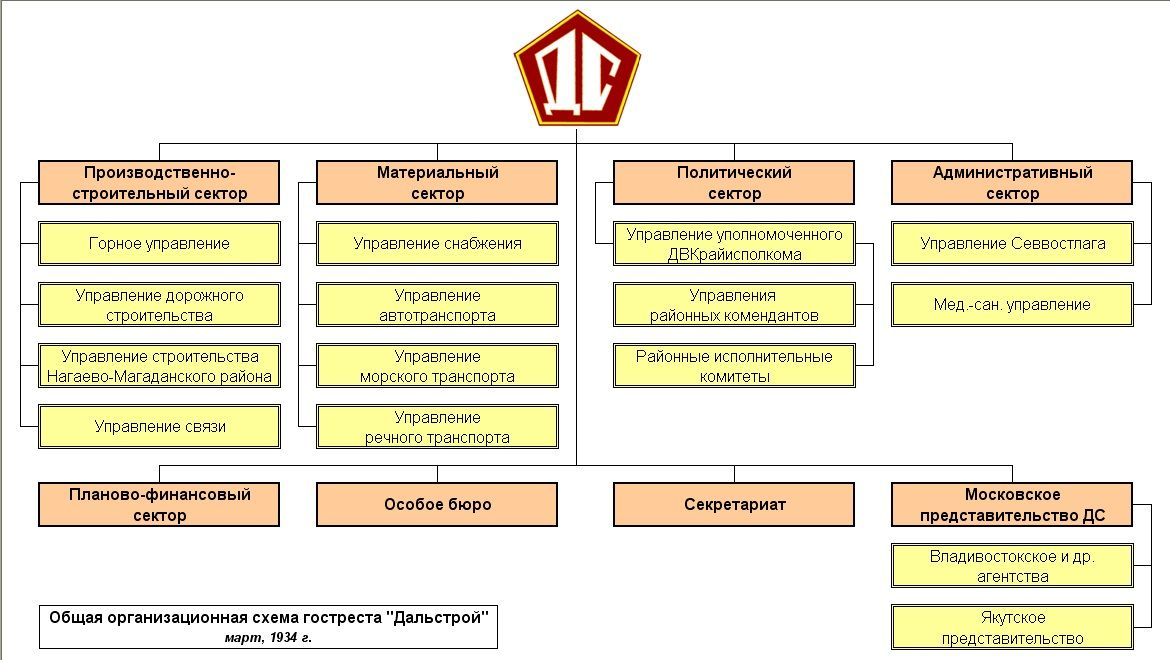
Общая оргсхема «Дальстроя» в марте 1934 года.

Структура «Дальстроя» была достаточно сложной и неоднократно менялась. После многочисленных реорганизаций начального периода 26 марта 1934 года была утверждена общая оргсхема треста «Дальстрой».
В 1932 году на базе приисков Оротуканской долины было создано Горное управление «Дальстроя», но уже в сентябре 1935 года Горное управления разделилось на Северное (центр — посёлок Хатыннах) и Южное (центр — посёлок Оротукан) горнопромышленные управления (ГПУ). В дальнейшем был создан, в том числе путём реорганизации существующих, ряд других ГПУ: Западное (1938), Юго-Западное (1938), Индигирское (1938), Тенькинское (1939), Чай-Урьинское (существовало только в 1940—1946 годах), Янское, Чаунское, Омсукчанский и Чаун-Чукотский (1941) горно-промышленные комбинаты, Управление «Дальстройуголь». В составе горнопромышленных управлений в 1941 году действовали 45 золотых и 12 оловянных приисков и рудников.
Кроме Управления дорожного строительства в разные годы было организовано ещё несколько строительных, промышленных и транспортных управлений: горно-промышленного строительства, геологоразведочное, автотранспортное, управление подсобных хозяйств, управление шоссейных дорог, управления перевалочных баз в Находке, в посёлке Осетрово (Иркутская область) и в бухте Ванина (позднее — посёлок Ванино).
Для решения ряда организационных вопросов в начале 1936 года было создано Московское управление треста (ликвидировано в марте 1940 года), а также представительства, отделения и филиалы в городах Якутск, Владивосток, Иркутск, Одесса, назначены уполномоченные в Ленинграде, Новосибирске, Свердловске и Архангельске.
В июне 1936 года СНК СССР обязал НКВод включить торговый порт 3-го разряда Нагаево в список портов СССР.
В июне 1937 года в составе «Дальстроя» был организован авторемонтный завод АРЗ (впоследствии — Магаданский ремонтно-механический завод), в феврале 1942 года — стекольный цех на площадке 72-го км (впоследствии — Магаданский стекольный завод).
4 марта 1938 года Постановлением СНК СССР № 260 государственный трест по дорожному и промышленному строительству в районе Верхней Колымы «Дальстрой» был передан в ведение НКВД СССР с преобразованием его в Главное Управление строительства Дальнего Севера НКВД СССР «Дальстрой». В августе-сентябре 1938 года произошла очередная реорганизация структуры Управления.
В феврале 1939 года для снабжения «Дальстроя» в его составе были организованы два Всесоюзных государственных треста — «Дальстройснаб НКВД» и «Колымаснаб НКВД».
Осенью 1941 года на Ягоднинской витаминной фабрике было налажено производство растительного масла из шишек кедрового стланика.
12 декабря 1942 года в Центральных ремонтных мастерских (ЦРМ) Южного ГПУ пущен в эксплуатацию первый на Колыме мартеновский цех.
25—27 мая 1944 года в Магадане находился вице-президент США Генри Эгард Уоллес, который посетил ряд предприятий «Дальстроя». 26 мая для вице-президента США в Доме культуры им. Горького состоялся концерт с участием бывшей балерины Большого театра Союза ССР Н. А. Гамильтон.
22 декабря 1945 года газета «Советская Колыма» сообщила, что авторемонтный завод выпустил первый автобус «АРЗ», сконструированный под руководством начальника кузовного цеха М. Т. Кривченко. Кузов на 18 пассажиров был установлен на шасси «Студебеккера».
Производственная база «Дальстроя» была колоссальной даже по масштабам СССР и включала в себя к 1953 году 450 предприятий. В их числе было 89 приисков, рудников и фабрик, на которых работало 6 драг, 183 экскаватора, 157 бульдозеров, 23 электростанции и 1600 км высоковольтных линий электропередач, 84 нефтебазы, 14 узлов связи и 17 радиоцентров, 6 морских пунктов, 9 аэродромов, 4 узкоколейные железные дороги на Колыме и 2 железные дороги в Ванино и Находке.
Кроме того, в состав «Дальстроя» входили: Всесоюзный научно-исследовательский институт золота и редких металлов (ВНИИ-1), Управление «Дальстройпроект», издательство «Советская Колыма», отдел гидрометеорологической службы, а также ряд крупных (в региональном масштабе) предприятий: завод № 2 (Марчеканский), авторемонтный завод в посёлке Спорном, завод горного оборудования в посёлке Оротукан, центральные электромеханические мастерские, завод регенерации резины, завод № 5, механический завод в Комсомольске-на-Амуре, Учебный комбинат, Магаданский горно-геологический техникум (1948). «Дальстрой» имел свой морской и речной флот.

### Транспорт
Для снабжения приисковых районов 22 декабря 1932 года было создано Колымское речное управление «Дальстроя» (позднее — Управление Колымо-Индигирского речного пароходства) и начато строительство морского порта в бухте Амбарчик (устье реки Колымы), откуда в июне 1933 года на Среднекан прибыли первые пароходы с грузами.
Для приёма гидросамолётов в 1933 году «Дальстроем» в своё ведение был принят первый аэропорт в бухте Нагаева.
В целях разгрузки и развития на Колыме сети железных дорог в январе 1940 года на 23-м километре Колымской трассы было учреждено Управление по строительству и проектированию железных дорог «Колымжелдорстрой», и 13 августа 1941 года открылось временное движение поездов по узкоколейной железной дороге Магадан — Хасын.
В апреле 1941 года «Дальстрою» из состава ГУ Севморпути СССР было передано Колымо-Индигирское речное пароходство.
При перевозке всеми видами транспорта грузы «Дальстроя» приравнивались к воинским.
Урансодержащую руду Бутугычага доставляли в Магадан в мешках под усиленной охраной. В порту руду грузили на подводную лодку, которая через Татарский пролив шла во Владивосток, где стратегическое сырье перегружали в самолёт и доставляли в Москву. Обрабатывалось сырье на спецзаводе в Подмосковье.
Флот «Дальстроя»

Официальная эмблема моряков «Дальстроя».

В существовавших транспортных схемах, с учётом географического положения и территориальной изолированности Колымы, продовольственное и материально-техническое снабжение «Дальстроя», а также перевозка рабочей силы, включая заключённых, с «материка» могли осуществляться только морем. Выходящие из портов Дальнего Востока (Владивостока, Находки, Ванино, Сахалина) и Северо-Запада (Ленинграда, Архангельска, Мурманска) транспортные потоки шли по двум направлениям: основной — в порт Нагаево, меньший по объёмам — на Чукотку и в речные порты в устьях Колымы, Индигирки, Лены, откуда грузы и рабочая сила доставлялись к местам базирования речными путями.
В разное время к «Дальстрою» были приписаны следующие суда морского флота:
- «Генрих Ягода» — пароход (бывш. Almelo, куплен в Голландии в 1935 г.)[16][И 42] — в 1937 г. переименован в «Дальстрой»[17]
- «Джурма» (в «Дальстрое» с 1935 до 18 марта 1953) — пароход (бывш. Brielle, куплен в Голландии в 1935 г.)[17]
- «Кулу» — пароход (бывш. Batoe, куплен в Голландии в 1935 г.)[17]
- «Николай Ежов» — пароход (бывш. Dominia, куплен в Англии в 1936 г.) — в 1939 г. переименован в «Феликс Дзержинский»[18]
- «Звезда» — парусно-моторная шхуна (построена в Одессе в 1937 г.)[19][20]
- «Индигирка» — пароход (бывш. Commercial Quaker, куплен в США в 1938 г.)
- «Советская Латвия»[англ.] — теплоход (бывший Hercogs Jēkabs, национализирован в Латвии в 1940 г.)[И 43]

Три закупленных для «Дальстроя» в Голландии парохода по грузоподъёмности («Кулу» — 7000 т, «Джурма» — 7040 т, «Ягода» — 8375 т) были наиболее крупными в гражданском флоте Тихоокеанского бассейна.
Помимо указанных для перевозки грузов, техперсонала, служащих и рабочей силы, включая заключённых, для «Дальстроя» НКВД фрахтовались суда: «Волховстрой», «Григорий Зиновьев», «Дейбошимару», «Днепрострой», «Иван Тимирязев», «Ильич», «Каширстрой», «Лейтенант Шмидт», «Миклухо Маклай», «Микоян», «Орел», «Сахалин», «Свердловск», «Свирьстрой», «Смоленск», «Сучан», «Сясьстрой», «Урицкий», «Уэлен», «Хабаровск», «Центробалт», «Эврикен», ледокол «Литке», танкер «Совнефть» и другие.
Кроме того, речной флот «Дальстроя» насчитывал к 1941 году 54 самоходных речных судна.
| Название парохода                     | Количество рейсов | В Нагаево       | В Нагаево |
| ------------------------------------- | ----------------- | --------------- | --------- |
| Название парохода                     | Количество рейсов | Пассажиры, чел. | Грузы, т  |
| «Генрих Ягода» («Дальстрой»)          | 8                 | 266             | 56 750    |
| «Кулу»                                | 9                 | 26 725          | 33 790    |
| «Джурма»                              | 8                 | 13 216          | 42 442    |
| «Николай Ежов» («Феликс Дзержинский») | 8                 | 2 677           | 41 711    |
| Всего                                 | 33                | 42 884          | 174 694   |

В целом за 1932—1941 годы 544 морскими рейсами на Колыму были доставлены 2242 тыс. т различных грузов, в том числе 1214,7 тыс. т судами «Дальстроя».
| Год              | 1931  | 1936   | 1937   | 1938   | 1939   | 1940   | 1941   |
| Перевезено, чел. | 4 000 | 28 233 | 42 939 | 70 481 | 80 114 | 54 400 | 13 360 |

Были и потери судов: в декабре 1939 года при переходе из Нагаево во Владивосток сел на камни и затонул у берегов острова Хоккайдо пароход «Индигирка». По данным, которые приводит Рольф Скьёльд (Rolf Skiold), в катастрофе погиб 741 человек, включая более чем 700 заключённых, по данным Я. К. Голованова — 1064 заключённых, отправленных из Магадана на пересуд, и 2 члена экипажа.
В результате пожаров и последующих взрывов груза ВВ на борту погибли: пароход «Дальстрой» — 24 июля 1946 года, порт Находка, пароход «Генерал Ватутин» — 19 декабря 1947 года, порт Нагаево.

### Кадровый состав «Дальстроя»

#### Динамика численности работников «Дальстроя»
В первый сезон золотодобычи (лето 1932 года) списочный состав работников золотодобывающих предприятий «Дальстроя» насчитывал 1014 человек, из которых на т. н. «основном производстве» (вскрыше и перевалке торфов, добыче, транспортировке и промывке песков) было занято всего 196 человек. Тогда же в бухту Нагаева стали прибывать первые пароходы с заключёнными, труд которых, наряду с трудом вольнонаёмных работников, был востребован на дорожно-строительных, горных и прочих работах «Дальстроя». За счёт массового завоза заключённых и вольнонаёмных рабочих и специалистов население Колымы в предвоенные годы увеличилось с 13 053 до 210 674 человек.

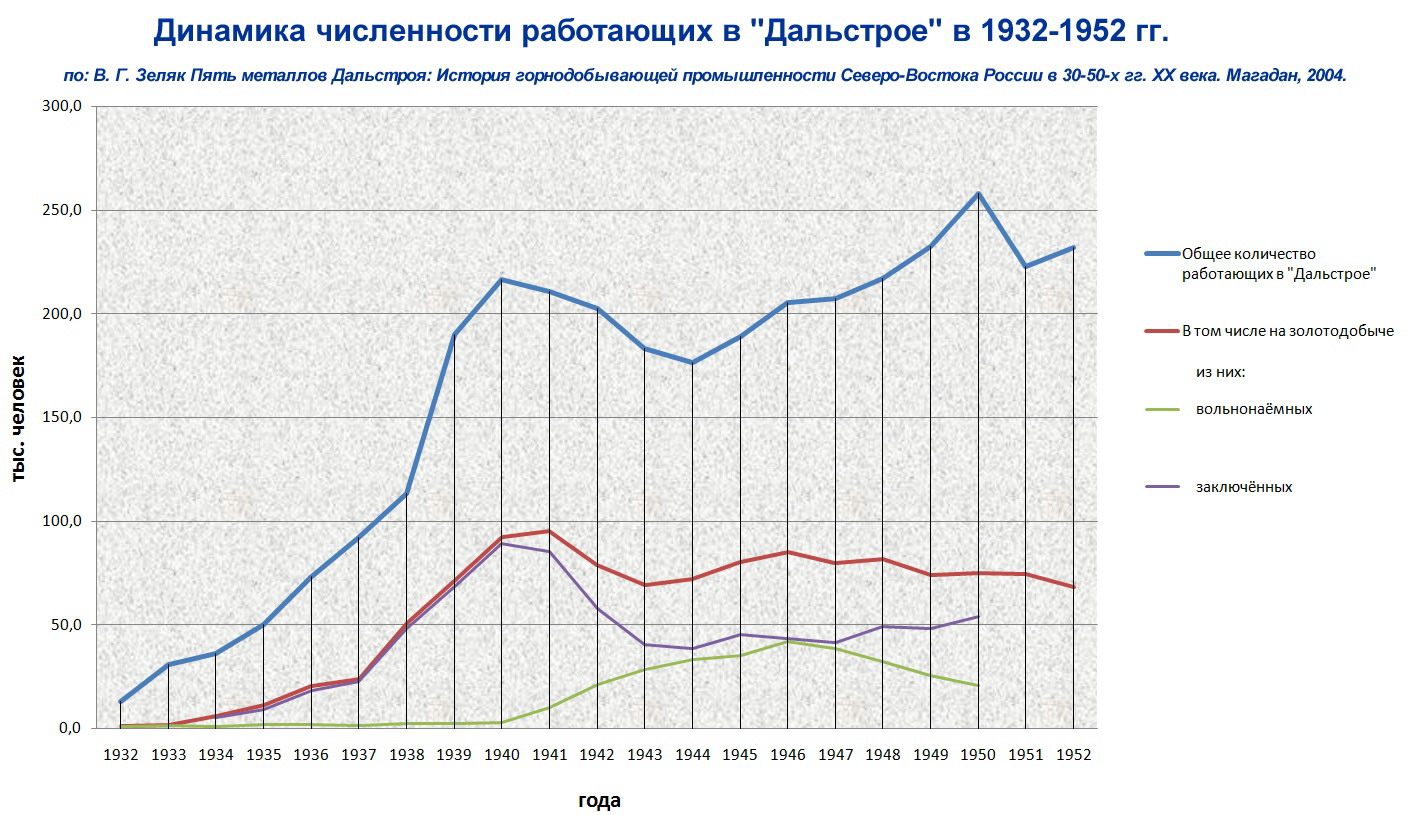

В годы войны заметно снизилось как общее количество работников «Дальстроя», так и работников, занятых на золотодобыче — мужчин призывали на фронт. В то же время последовательно увеличивался удельный вес вольнонаёмных работников — в основном, за счёт освободившихся заключённых, которые «до особого распоряжения» не могли покинуть «Дальстрой». По состоянию на 18 августа 1948 года на всех предприятиях и в учреждениях «Дальстроя» работали 219 392 человека. Из них: вольнонаёмных — 85 041 человек, в том числе бывших заключённых — 47 960 человек или 56,4 % (в числе вольнонаёмных был 601 ссыльный, ещё 13 тыс. вольнонаёмных из числа бывших заключённых предполагалось обратить в ссыльных в ближайшее время), спецпоселенцев — 29 523 человек, заключённых — 104 828 человек. Общая тенденция снижения численности занятых на золотодобыче при росте числа золотодобывающих предприятий (с 46 в 1946 до 57 в 1951 году) объясняется ростом доли механизированных работ. Так, если в 1946 году общий объём экскаваторных и бульдозерных работ на золотодобыче составлял 16,3 млн м³ (62,3 % общего объёма переработки горной массы), то к 1950 году он увеличился до 29,4 млн м³ (87,8 %).
Максимальное количество работников — 258,1 тыс. человек — «Дальстрой» насчитывал в 1950 году. В последующем численность, хотя и с небольшими колебаниями, но в целом снижалась.

#### «Дальстрой» и Севвостлаг ОГПУ-НКВД СССР
Производственные задания «Дальстроя» выполнялись, в основном, силами заключённых (з/к з/к) исправительно-трудовых лагерей (ИТЛ).

Актив отмечает особое значение лагеря в работе Дальстроя, как основной рабочей силы.
— Из резолюции совещания партийно-хозяйственного актива «Дальстроя» 23.01.1943
Для обеспечения имеющихся и планируемых работ «Дальстроя» на территориях, где ранее практически не было населения, в апреле 1932 года был создан Севвостлаг — Северо-восточный исправительно-трудовой лагерь (СВИТЛ), входящий в структуру «Дальстроя», но формально подчиняющийся Постоянному представительству ОГПУ по Дальневосточному краю (позднее — Управлению НКВД по Дальневосточному краю), и уже в мае того же года в Магадан стали доставляться заключённые из других лагерей страны.
В 1949 году СВИТЛ был реформирован в Управление исправительно-трудовых лагерей Дальстроя. В 1953 году лагерные подразделения «Дальстроя» были переданы ГУЛАГу Министерства Юстиции СССР, а затем на их базе сформировалось Управление Северо-восточных исправительно-трудовых лагерей (УСВИТЛ).

#### Условия содержания
В. Шаламов описывает условия содержания так:

В лагере для того, чтобы здоровый молодой человек, начав свою карьеру в золотом забое на чистом зимнем воздухе, превратился в доходягу, нужен срок по меньшей мере от двадцати до тридцати дней при шестнадцатичасовом рабочем дне, без выходных, при систематическом голоде, рваной одежде и ночёвке в шестидесятиградусный мороз в дырявой брезентовой палатке, побоях десятников, старост из блатарей, конвоя. Эти сроки многократно проверены. Бригады, начинающие золотой сезон и носящие имена своих бригадиров, не сохраняют к концу сезона ни одного человека из тех, кто этот сезон начал, кроме самого бригадира, дневального бригады и кого-либо ещё из личных друзей бригадира. Остальной состав бригады меняется за лето несколько раз. Золотой забой беспрерывно выбрасывает отходы производства в больницы, в так называемые оздоровительные команды, в инвалидные городки и на братские кладбища.
… Здоровый деревенский воздух они оставили за морем. Здесь их окружал напитанный испарениями болот разрежённый воздух тайги. Сопки были покрыты болотным покровом, и только лысины безлесных сопок сверкали голым известняком, отполированным бурями и ветрами. Нога тонула в топком мхе, и редко за летний день ноги были сухими.
… Летом воздух был слишком тяжёл для сердечников, зимой невыносим. В большие морозы люди прерывисто дышали. Никто здесь не бегал бегом, разве только самые молодые, и то не бегом, а как-то вприпрыжку.
Тучи комаров облепляли лицо — без сетки было нельзя сделать шага. А на работе сетка душила, мешала дышать. Поднять же её было нельзя из-за комаров.
Работали тогда по шестнадцать часов, и нормы были рассчитаны на шестнадцать часов. Если считать, что подъём, завтрак, и развод на работу, и ходьба на место её занимают полтора часа минимум, обед — час и ужин вместе со сбором ко сну полтора часа, то на сон после тяжёлой физической работы на воздухе оставалось всего четыре часа. Человек засыпал в ту самую минуту, когда переставал двигаться, умудрялся спать на ходу или стоя. Недостаток сна отнимал больше силы, чем голод. Невыполнение нормы грозило штрафным пайком — триста граммов хлеба в день и без баланды…
…Если ко всему этому прибавить чуть не поголовную цингу, выраставшую, как во времена Беринга, в грозную и опасную эпидемию, уносившую тысячи жизней; дизентерию, ибо ели что попало, стремясь только наполнить ноющий желудок, собирая кухонные остатки с мусорных куч, густо покрытых мухами; пеллагру — эту болезнь бедняков, истощение, после которого кожа на ладонях и стопах слезала с человека, как перчатка, а по всему телу шелушилась крупным круглым лепестком, похожим на дактилоскопические оттиски, и, наконец, знаменитую алиментарную дистрофию — болезнь голодных, которую только после ленинградской блокады стали называть своим настоящим именем.

#### Колонизация территорий «Дальстроя»
Освоение районов хозяйственной деятельности «Дальстроя» осуществлялось, в том числе, методами колонизации. Колонистами — жителями колонпосёлков — являлись, по большей части, лагерники, как заключённые, так и освободившиеся, а также члены их семей, которым разрешалось переезжать в колонпосёлки с постоянных мест жительства, и на которых распространялись льготы работников «Дальстроя». Часть колонистов составляли т. н. «вольнонаёмные».
Специалисты из колонистов — инженеры, прорабы, мастера, ремонтные рабочие, забойщики, плотники — направлялись в горнопромышленные районы и на автотранспорт.
В 1937 году на Колыме имелось три колонпосёлка: Весёлая, Ударник и Темп. Хозяйственная деятельность колонпосёлков в отчетном году охватывала лов и обработку рыбы, строительство, сельское хозяйство, животноводство, охоту на пушного зверя и убой морзверя. В частности, в колонпосёлках проведена следующая работа по строительству (в м²): жилищное — 4376, промысловое — 516, хозяйственное — 2339, временных сооружений — 50, а всего — 7381 м², кроме того, выстроено 3145 м² школьных зданий и изготовлено 260 парниковых рам.
Потребное для выполнения строительных работ количество лесных материалов заготавливалось собственными силами и средствами колонистов.
Три колонпосёлка располагались в Приморье; их основной производственной деятельностью являлись рыболовство, сельское хозяйство и животноводство. Эти колонпосёлки работали по методу колхозной системы. Доходы распределялись по трудодням.
В 1936 году до 250 человек колонистов было направлено на хозяйственное обслуживание железной дороги в Приморье: на участки, обходы, в путевой персонал и т. п. Однако, острая недостача рабсилы в заставила расформировать обслуживающий дорогу контингент колонистов и перебросить его в колонпосёлки Приморья.
На 1 января 1938 года общее число колонистов «Дальстроя» составляло 999, а с учётом членов семей — 2911 человек.
Практика работы показала полную экономическую рентабельность хозяйств колонпосёлков. Однако из-за отдаленности Колымы от центра не все семьи колонистов перебирались на Колыму, а многие колонисты по отбытии срока наказания уезжали на «материк» только потому, что к ним не приехали семьи. К тому же поднявшаяся в 1937 году волна репрессий повлекла за собой ужесточение лагерного режима: процесс колонизации был приостановлен, а в 1940 году началась деколонизация. Расконвоированных заключённых-колонистов возвратили в лагеря, а члены их семей, как правило, высылались из «Дальстроя».

#### Кадровая политика

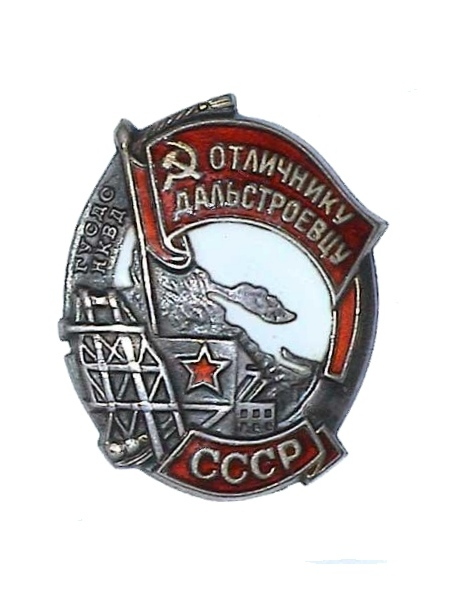
Знак «Отличнику Дальстроевцу» (1940)

В мае 1940 года СНК СССР разрешил учредить для вольнонаёмных передовых работников «Дальстроя» нагрудный знак «Отличнику Дальстроевцу». Награждение знаком утверждалось приказом НКВД СССР.
В 1945 году «за образцовое выполнение государственных планов производства и строительства» большая группа работников «Дальстроя» была награждена:
- орденом Ленина — 15 человек;
- орденом Красного знамени — 118;
- орденом Красной звезды — 178;
- медалью «За трудовую доблесть» — 300;
- медалью «За трудовое отличие» — 312 работников.

В 1951 году 4512 работников «Дальстроя» имели офицерские звания.

### Производственная деятельность «Дальстроя»
По А. Н. Пилясову, достаточно условно деятельность «Дальстроя» можно разделить на три периода.
Первый период (1932—1937)
Государственный трест «Дальстрой» осуществляет функции и задачи по освоению территории, централизации усилий отдельных старательских групп и предприятий. Горно-промышленное освоение начинается с бассейна Верхней Колымы, но уже через пять лет охватывает всю долину реки Колымы и наиболее крупные её притоки. Расширение зоны деятельности — результат роста геологической изученности территории.
На первом этапе развития трест «Дальстрой» представлял собой приречное таёжное полукустарное хозяйство, которое занималось добычей россыпного золота, ловом рыбы, заготовкой дров и лесоматериалов, кирпичным, пекарным, мельничным производством, пошивом одежды, транспортным животноводством. До 1935 года приоритет инвестиционной политики был отдан строительству трассы Магадан (входная база освоения) — прииски Верхней Колымы; после её сооружения мощные капиталовложения были направлены в горно-геологические работы.
Технико-экономические особенности периода: высокие темпы роста капиталовложений (в основном, в строительство), монометаллодобыча, слабая механизация горных работ, сверхвысокие средние содержания золота в песках.
Важнейшие итоги первого этапа деятельности: создание базы освоения (Магадан и морпорт Нагаево) и трассы освоения (Магадан — прииски), форсирование золотодобычи, рост геологической изученности территории.
Второй период (1938—1948)

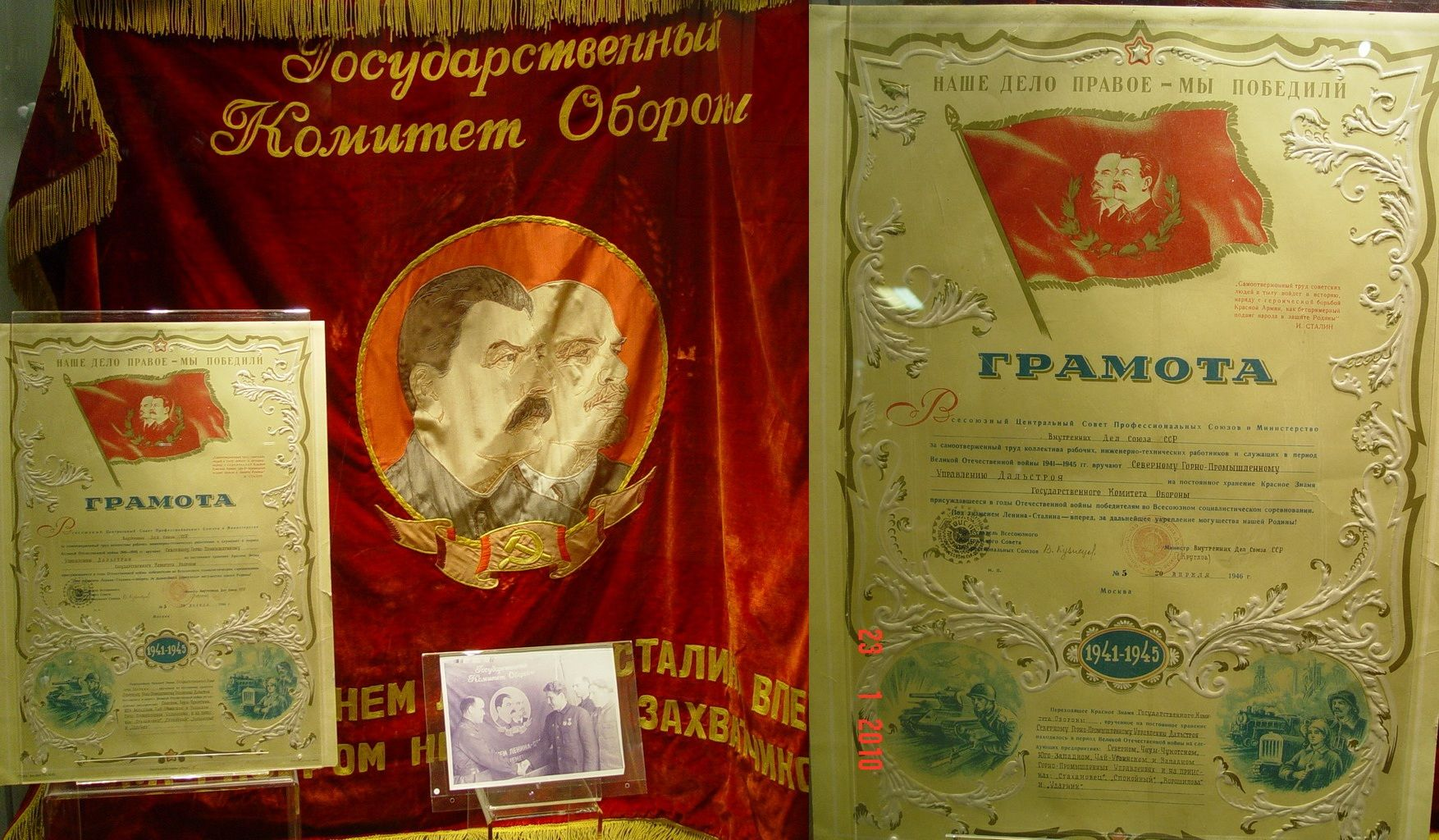
Переходящее Красное Знамя Государственного Комитета Обороны СССР и Грамота ВЦСПС и МВД СССР от 20.04.1946 о вручении его на вечное хранение Северному ГПУ «Дальстроя».

Характеризуется изменением характера деятельности организации. «Дальстрой» приобрёл черты многоотраслевого, оснащённого техникой треста, официально подчинённого НКВД. Новым приоритетом в горной отрасли стала добыча олова (до этого СССР импортировал металл из Англии). К 1939 году административный центр окончательно утвердился в Магадане.
Основные характеристики второго этапа: пик золотодобычи в 1940 году (80 т); рост доли механизированных работ до 50 % к концу 1940-х годов, уравнивание объёмов капиталовложений в геологоразведочные работы с объёмами капиталовложений в строительство.
Главные итоги второго этапа: формирование единого инфраструктурного каркаса в колымских районах (Тенькинская, Омсукчанская трассы, энергоузлы, система расселения), начало горно-промышленного освоения Чукотки.
Третий период (1949—1956)
Характеризуется проявлением кризисных явлений — растёт дисбаланс между погашением и приростом запасов россыпного золота, между числом заключённых и конвоиров, что резко тормозит хозяйственное освоение территории, ведёт к сокращению золото- и оловодобычи, росту себестоимости добычных работ. Снижаются практически все экономические показатели.
Главные особенности деятельности «Дальстроя» на этом этапе: переход к эксплуатации мелких россыпных месторождений Колымы. Обусловленный амнистией 1953—1954 годов дефицит квалифицированных кадров в горной отрасли при росте доли механизированных работ к концу периода до 100 %.
Главный итог третьего этапа: явно обнаружились пределы роста «Дальстроя» в его сложившейся специфической лагерной форме. Распад суперорганизации, жестко привязанной к регулярным «поставкам» заключённых, после исчезновения системы исправительно-трудовых лагерей, а также образования Магаданской области, взрывающей былое экстерриториальное единство «Дальстроя» новыми границами с Якутией, Хабаровским краем, стал неизбежен.

#### Дорожное, промышленное и гражданское строительство

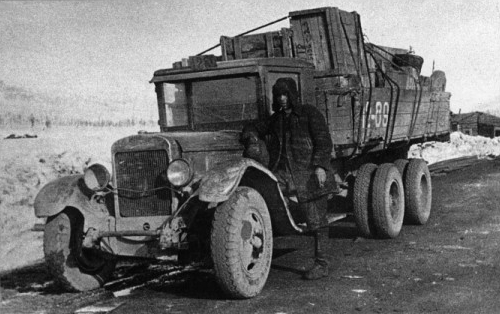
На Колымской трассе (1938)

Основу производственной структуры, ориентированной на добычу золота, должны были составить сети транспортных магистралей, от которых зависело снабжение приисковых районов необходимыми материалами и продовольствием. Поэтому вплоть до 1936 года главной задачей «Дальстроя», центральным направлением его деятельности было создание дорог, связывающих прииски с перевалочными базами на морском побережье, и, в первую очередь, с бухтой Нагаева. Поэтому на начальном этапе существования «Дальстроя» основная часть рабочей силы и инженерно-технического персонала поступала в формирующиеся дорожно-строительные подразделения треста. Туда же направлялась и подавляющая часть капиталовложений.

Строительство автобаз на Палатке, Атке, Спорном и Берелёхе является в настоящее время одним из важнейших строительств ДС.
— Из приказа по «Дальстрою» от 07.06.1937 № 154 (ГАМО. Ф. р-23сч, оп. 1, д. 24, л. 121)
В октябре 1933 года Колымская трасса была доведена до 182-го километра. Планы дорожного строительства в 1934 году предписывали обеспечить проезд автомобилей до верховьев реки Колымы, где находились основные разведанные запасы золота. Однако эти задания оказались не выполненными. Среди причин, обусловивших невыполнение программы дорожного строительства в указанное время, следует назвать прежде всего отсутствие дорожно-строительной техники и чрезвычайно большой объём земляных работ, выполнявшихся вручную. В 1933 году непосредственно на строительстве колымской трассы работало 11 тысяч человек, в 1934 году — 19 тысяч (40 % всех работающих в «Дальстрое»).
В 1935 году был сдан в эксплуатацию участок трассы от Магадана до пос. Атка (208 км). В 1936 году, в результате направления на строительство дороги новых значительных этапов заключённых и резкого увеличения дневных норм выработки, трасса достигла пос. Дебин на реке Колыме (465 км), окончательно решив проблему снабжения верхнеколымского приискового района. Поэтому именно с 1936 года стало возможным перенесение акцента основной деятельности «Дальстроя» на золотодобычу. Если в 1932 году на автодорожное хозяйство было направлено 30,8 %, а на золотодобычу — 20,3 %; в 1934 году, соответственно, — 32,7 и 21,2 %; в 1935 году — 36,6 и 23 %, то начиная с 1936 года, доля капиталовложений в добычу золота увеличилась, составив 31,4 %, тогда как ассигнования в дорожное строительство сократились до 23,4 %.
При проектировании и постройке шоссейных дорог из приисковых районов в сторону Якутска предусматривалась возможность укладки по дорожному полотну железнодорожных путей. От Якутска железная дорога должна была пройти через Алдан до станции Тында, соединившись с Байкало-Амурской магистралью.
Таким образом, основная Колымская трасса (Магадан — Аркагала) была построена в сравнительно короткие сроки (739 км за 10 лет, основной участок — 600 км — за 4 года). В конечном итоге, вместе с Тенькинской (Палатка — Усть-Омчуг) и Средниканской (Стрелка — Средникан) трассами она образовала территориальную древовидную линейно-узловую структуру, по которой шло проникновение «Дальстроя» в неосвоенные золотороссыпные районы. Альтернативная же схема завоза грузов (порт Амбарчик — река Колыма — посёлок Дебин) в 1940-е годы утратила своё значение. Кроме того, к 1941 году была построена и начала действовать автодорога длиной около 200 км Омсукчан — Галимый — Пёстрая Дресва, связывающая центр Омсукчанского РайГРУ и оловорудное месторождение с портопунктом и перевалбазой на берегу Охотского моря.
Только за предвоенные годы в экстремальных северных условиях на территории Колымы, Чукотки и в Якутии «Дальстроем» было построено около ста различных посёлков, проложены 3 100 км дорог, введены в строй линии электропередачи, электростанции, автобазы, аэродромы, организовано более десяти совхозов, десятки колхозов, несколько рыбпромхозов и свыше трехсот подсобных хозяйств.
В свою очередь, развитие дорожно-строительных и горнодобывающих работ на Северо-Востоке СССР находилось в тесной связи с созданием входной базы освоения — строительством порта и города в бухте Нагаева. Единая причальная линия длиной 50 м, состоявшая из деревянно-каменных ряжей, создание которой являлось основной задачей портостроителей, уже в декабре 1933 года стала использоваться для обслуживания прибывающих пароходов. В июне 1936 года порт Нагаево был включен в списки портов СССР. Одновременно рядом с портом строился посёлок Магадан, ставший позднее административным центром территории деятельности «Дальстроя».

#### Горнодобывающая промышленность

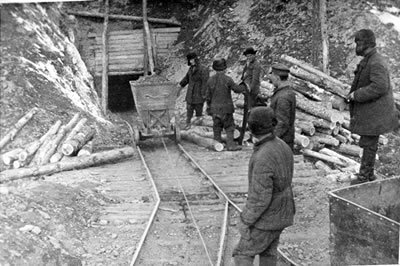
Рабочие «Дальстроя» у устья шахты

Под горнодобывающей промышленностью «Дальстроя» подразумевалась в первую очередь добыча так называемых «пяти металлов „Дальстроя“»: золота, олова, вольфрама, кобальта, урана. Кроме того, горнодобывающая промышленность «Дальстроя» охватывала и добычу угля, которая осуществлялась на Северо-Востоке страны.
С 1931 по 1951 год геологические исследования на территории Северо-Востока охватили более 1,7 млн км²; по состоянию на 1 января 1951 года в геологоразведке «Дальстроя» было занято около 24 тыс. человек. В результате на территории установлено наличие (помимо золота) олова, вольфрама, кобальта, свинца, цинка, серебра, молибдена, мышьяка, сурьмы, ртути, марганца, крупных запасов железной руды, а из числа нерудных ископаемых — каменных и бурых углей, известняка, доломита, гипса, огнеупоров, кварцитов и других видов промышленного сырья.
По мере расширения ареалов и объёмов запасов полезных ископаемых росло и количество горнопромышленных предприятий. Так, количество горнопромышленных управлений к 1943 году увеличилось до 9, а общее число горнодобывающих предприятий в 1952 году равнялось 102.
| Год  | Золотодобыча | Золотодобыча | Золотодобыча                 | Оловодобыча | Оловодобыча | Оловодобыча            | Добыча вольфрама | Добыча вольфрама       | Добыча кобальта | Добыча кобальта        |
| ---- | ------------ | ------------ | ---------------------------- | ----------- | ----------- | ---------------------- | ---------------- | ---------------------- | --------------- | ---------------------- |
| Год  | Прииски      | Рудники      | Золотоизвлекательные фабрики | Прииски     | Рудники     | Обогатительные фабрики | Прииски          | Обогатительные фабрики | Прииски         | Обогатительные фабрики |
| 1932 | 10           | —            | —                            | —           | —           | —                      | —                | —                      | —               | —                      |
| 1933 | 12           | —            | —                            | —           | —           | —                      | —                | —                      | —               | —                      |
| 1934 | 11           | —            | —                            | —           | —           | —                      | —                | —                      | —               | —                      |
| 1935 | 13           | —            | —                            | —           | —           | —                      | —                | —                      | —               | —                      |
| 1936 | 16           | —            | —                            | —           | —           | —                      | —                | —                      | —               | —                      |
| 1937 | 17           | —            | —                            | 1           | 2           | —                      | —                | —                      | —               | —                      |
| 1938 | 29           | —            | —                            | 2           | 2           | 1                      | —                | —                      | —               | —                      |
| 1939 | 37           | —            | —                            | 3           | 3           | 1                      | —                | —                      | —               | —                      |
| 1940 | 38           | —            | —                            | 5           | 5           | 4                      | —                | —                      | —               | —                      |
| 1941 | 45           | 1            | —                            | 9           | 8           | 10                     | —                | —                      | —               | —                      |
| 1942 | 43           | 1            | 1                            | 9           | 10          | 11                     | —                | —                      | —               | —                      |
| 1943 | 35           | 2            | 1                            | 1           | 10          | 13                     | —                | —                      | —               | —                      |
| 1944 | 37           | 3            | 1                            | 1           | 8           | 11                     | —                | —                      | —               | —                      |
| 1945 | 45           | 4            | 3                            | 1           | 8           | 11                     | —                | —                      | —               | —                      |
| 1946 | 46           | 6            | 6                            | 1           | 8           | 11                     | —                | —                      | —               | —                      |
| 1947 | 48           | 7            | 8                            | 1           | 9           | 12                     | —                | —                      | 1               | —                      |
| 1948 | 51           | 7            | 7                            | 1           | 9           | 12                     | —                | —                      | 1               | 1                      |
| 1949 | 55           | 5            | 5                            | 4           | 9           | 12                     | 1                | 1                      | 1               | 1                      |
| 1950 | 55           | 4            | 5                            | 9           | 9           | 12                     | 1                | 1                      | 1               | 1                      |
| 1951 | 57           | 5            | 4                            | 12          | 9           | 11                     | 1                | 1                      | 1               | 1                      |
| 1952 | 49           | 4            | 4                            | 12          | 11          | 11                     | 1                | 1                      | 1               | 1                      |
| 1953 | 38           | 3            | 3                            | 9           | 10          | 13                     | 1                | 1                      | 1               | 1                      |
| 1954 | 30           | 3            | 3                            | 5           | 10          | 11                     | 1                | 1                      | 1               | 1                      |
| 1955 | 30           | 3            | 3                            | 3           | 4           | 5                      | 1                | 1                      | —               | —                      |

Золото
Золотодобыча — основное производство «Дальстроя» — неизменно возрастала, начиная с 1932 года. Результаты масштабных геологоразведочных работ, на которые в 1933—1937 годах было затрачено 21 млн 585 тыс. рублей, в совокупности с интенсивным дорожным строительством позволили подразделениям треста в этот период ежегодно удваивать количество добытого золота.
В 1932 году на пяти колымских приисках было добыто 499 кг химически чистого золота. В 1933 году уже действовали 3 рудоуправления: Средниканское, Утинское, Урутуканское, количество приисков увеличилось до 12. Из-за сложностей с транспортом и рабочей силой объёмы добычи, намеченные упомянутым Постановлением ЦК ВКП(б) «О Колыме», достигнуты не были, что заставило, начиная с 1934 года, приблизить плановые цифры к реальным. Выполнив в первые два года все необходимые подготовительные работы, с 1934 года «Дальстрой» начал полномасштабную добычу валютного металла.
К концу 1930-х годов «Дальстрой» стал крупнейшим золотодобывающим предприятием СССР. Одновременно Колыма вошла в число крупнейших мировых центров золотодобычи, превысив показатели крупнейшего золотоносного района США — Калифорнии, добывавшей в то же время до 43 тонн металла в год. В 1940 году «Дальстрой» добыл золота больше, чем все остальные тресты Главзолота НКЦМ СССР, вместе взятые (их результат составил 79,3 т золота), а удельный вес «Дальстроя» в общей золотодобыче СССР составил 46,3 %.
При этом себестоимость колымского золота в 1930-е годы была ниже мировой цены на этот металл, что имело важное государственное значение в условиях форсированного характера осуществлявшейся советским государством индустриализации. Один из аспектов удешевления средней себестоимости добываемого на Колыме металла состоял в том, что «Дальстрой» разрабатывал россыпные месторождения золота, требовавшие сравнительно небольших капитальных затрат, значительно меньшего числа механизмов и энергетики в сравнении с рудными месторождениями. Кроме того, в целях форсирования максимальной добычи золота «Дальстрой» производил отработку площадей в первую очередь на наиболее богатых месторождениях. Ещё одним важным фактором, обеспечивающим снижение себестоимости колымского золота, являлось широкое использование труда заключённых, материальные затраты на содержание которых в условиях Колымы были значительно ниже в сравнение с трудом работников, набранных в обычном порядке. Помимо всего указанного, в отчётности «Дальстроя» были выявлены приписки, связанные, в первую очередь, с занижением фактического содержания золота в песках.
В 1938 году в бассейне реки Чай-Урья было обнаружено крупнейшее месторождение золота в системе Берелёха и в целом по Колыме (прииски «Мальдяк», «Ударник», «Стахановец»).
С 1939 года на Колыме стали осваиваться месторождения рудного золота (Утинское).
В 1940 году был достигнут абсолютный рекорд по добыче золота за всю историю «Дальстроя» — 80,028 т.
В 1945 году в строй вступили обогатительные фабрики на базе рудника им. Матросова. В 1946—1947 годах построены фабрика им. Белова и фабрика на месторождении Юглер. К 1951 году в целом по «Дальстрою» мощность фабрик была доведена до 2575 т руды в сутки.
С 1949 года началась дражная разработка золотых россыпей на полигонах Чай-Урьинской и Берелёхской долин Западного горнопромышленного управления, где были смонтированы электрические драги с ёмкостью ковшей по 210 литров. С начала промывочного сезона 1952 года ещё три таких же драги вступили в эксплуатацию на полигонах Омчакской долины Тенькинского горнопромышленного управления.
Олово
1937 год охарактеризовался важным событием в производственной деятельности «Дальстроя» — в горной промышленности треста начала развиваться новая отрасль — оловодобыча из рудных месторождений. Именно в это время начали свою работу оловянные прииск «Таёжник» и рудник «Бутыгычаг», добывшие к концу года 40,7 т олова в концентрате. В 1938 году к упомянутым предприятиям добавились прииск «Лазо» и рудник «Кинжал»; олово было поставлено «Дальстрою» в план, и поступление концентрата составило 357,3 т.
В 1940 году было обнаружено уникальное Пыркакайское месторождение россыпного олова на территории Чаун-Чукотского районного геологоразведочного управления (прииск «Пыркакай», рудник «Валькумей» — 1941 год) и установлена оловоносность района Дарпир Западного ГПУ. В результате, в составе «Дальстроя» сложились три оловорудных района — Верхнеколымский, Чаунский и Чукотский.
| Год  | Золото (химически чистое), т | Золото (химически чистое), т | Олово (в концентрате), тыс. т | Олово (в концентрате), тыс. т |
| ---- | ---------------------------- | ---------------------------- | ----------------------------- | ----------------------------- |
| Год  | по В. Г. Зеляку              | по С. П. Ефимову             | По В. Г. Зеляку               | По С. П. Ефимову              |
| 1932 | 0,5                          | 0,511                        | —                             | —                             |
| 1933 | 0,8                          | 0,791                        | —                             | —                             |
| 1934 | 5,5                          | 5,515                        | —                             | —                             |
| 1935 | 14,5                         | 14,458                       | —                             | —                             |
| 1936 | 33,3                         | 23,360                       | —                             | —                             |
| 1937 | 51,4                         | 51,515                       | 0,041                         | 0,050                         |
| 1938 | 61,9                         | 62,008                       | 0,2                           | 0,200                         |
| 1939 | 66,3                         | 66,314                       | 0,5                           | 0,400                         |
| 1940 | 80,0                         | 80,028                       | 1,9                           | 1,946                         |
| 1941 | 75,8                         | 75,770                       | 3,2                           | 3,200                         |
| 1942 | 74,4                         | 73,691                       | 3,6                           | 3,300                         |
| 1943 | 70,1                         | 69,442                       | 3,9                           | 3,547                         |
| 1944 | 70,4                         | 70,400                       | 3,7                           | 3,401                         |
| 1945 | 69,5                         | 56,271                       | 4,5                           | 4,199                         |
| 1946 | 52,2                         | 41,055                       | 4,7                           | 4,32                          |
| 1947 | 41,2                         | 34,539                       | 4,1                           | 3,843                         |
| 1948 | 43,6                         | 37,109                       | 3,3                           | 2,792                         |
| 1949 | 52,4                         | 44,148                       | 4,2                           | 3,300                         |
| 1950 | 49,0                         | 40,570                       | 3,6                           | 2,965                         |
| 1951 | 49,2                         | 41,385                       | 4,6                           | 3,665                         |
| 1952 | 49,1                         | 38,902                       | 5,35                          | 3,073                         |
| 1953 | 47,6                         | 38,902                       | 4,0                           | 3,037                         |
| 1954 | 45,2                         | 36,641                       | 4,0                           | 2,695                         |
| 1955 | 44,1                         | 35,123                       | 3,0                           | 1,537                         |
| 1956 | 38,7                         | 31,670                       | 3,0                           | 1,437                         |

Кобальт и вольфрам
В 1947 году была освоена промышленная разработка месторождений кобальта, а в 1948 году — вольфрама. Добыча кобальта производилась на руднике «Верхний Сеймчан» Юго-Западного ГПУ; добыча вольфрамового концентрата (трёхокиси вольфрама), начатая в 1941—1945 годах на базе руд Аляскитового месторождения (верховья реки Индигирки), была возобновлена в 1948 году. Попутная добыча вольфрама велась и на Иультинском олово-вольфрамовом месторождении управления «Чукотстрой». Кроме того, на территории «Дальстроя» были обнаружены два месторождения ртути и одно — молибдена.
Таким образом, «Дальстрой» существенно расширил свой производственный ареал, преодолев монометаллический характер горного производства и включил в ассортимент добываемых ресурсов новые виды минерального сырья.
Уран
C конца 1945 года в связи с началом в СССР работ по урановому проекту в «Дальстрое» осуществлялась деятельность по поиску и добыче уранового сырья.
В мае 1946 года всем подразделениям «Дальстроя» предписывалось выполнять в первую очередь заказы рудника Бутугычаг, что было связано с выявлением на Бутугычаге урановых руд.
В 1948 году в «Дальстрое» было образовано Первое управление (п/я № 14), занимавшееся добычей урана на месторождениях «Бутугычаг» (Тенькинский район), «Сугун» (Якутская АССР) и «Северное» (Чукотка). В августе 1948 года Бутугычагский, Сугунский и Северный разведрайоны были реорганизованы в первый, второй и третий горно-геологические комбинаты соответственно.
Однако низкое содержание урана позволяло относить «дальстроевские» месторождения скорее к классу «рудопроявлений», а потому уже в начале 1950-х годов было принято решение: с учётом того, что программа добычи урана подразделениями «Дальстроя» не обеспечена сырьевой базой и перспективы её развития практически отсутствуют, месторождения целесообразно законсервировать. Тем более, что к тому времени были открыты урановые месторождения в более доступных и экономически освоенных регионах СССР.

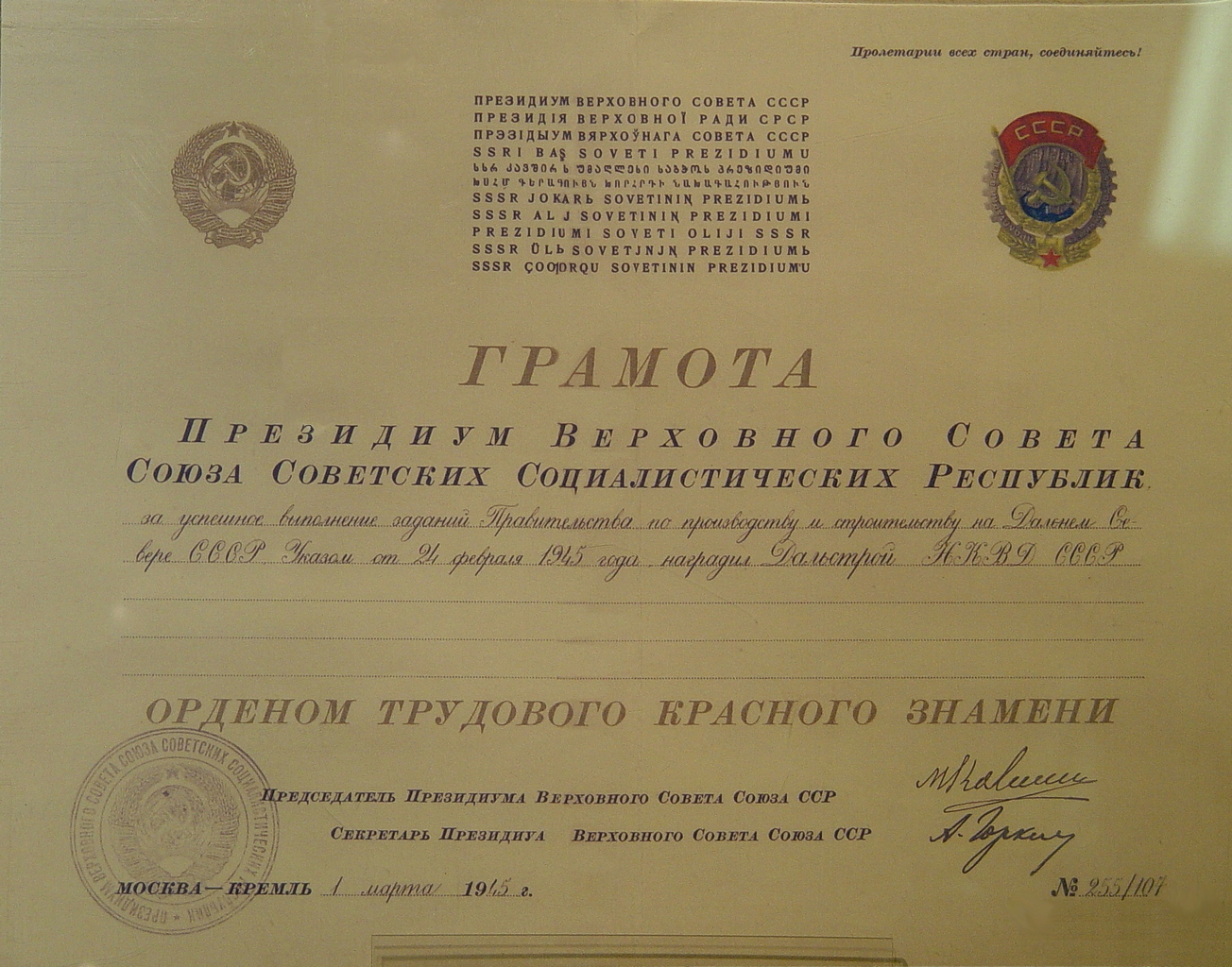
Грамота Президиума Верховного Совета СССР о награждении «Дальстроя» НКВД СССР орденом Трудового Красного Знамени (Указ от 24.02.1945).

По некоторым оценкам, за 1948—1956 годы «Дальстроем» было добыто около 150 т уранового сырья.
| Продукция | Золото (химически чистое) | Олово  | Вольфрам | Кобальт | Уран      | Уголь       |
| --------- | ------------------------- | ------ | -------- | ------- | --------- | ----------- |
| Добыто, т | 1 059,1                   | 55 340 | 2 187    | 363     | более 100 | около 7 млн |

В целом, ко времени своей ликвидации «Дальстрой» добывал ежегодно около 40 % от общей добычи золота в СССР.
Однако, в 1950-х годах добыча золота из года в год неуклонно снижалась, что, с одной стороны, объяснялось снижением запасов и содержания полезных ископаемых, а с другой — повышением себестоимости продукции по мере сокращения доли труда заключённых в её добыче. За счет отработки наиболее богатых россыпей среднее содержание золота снизилось с 25 г/м³ в 1937 году до 4,4 г/м³ в 1956 году, себестоимость золота увеличилась в 5,6 раза, минерально-сырьевая база приисков сократилась до минимума. Снижение количества разведанных запасов россыпного золота, которые составляли в 1942 году — 245 т, в 1948 году — 114 т, в 1956 году — 166 т, привело к появлению версии «затухающей золотой Колымы». Кроме того, в два с половиной раза уменьшилась добыча олова.

### Социальная инфраструктура «Дальстроя»
На территории «Дальстроя» вокруг объектов горной промышленности возникали населённые пункты, развивались вспомогательные отрасли производства: заводы и мастерские ремонтно-механической базы, топливно-энергетические предприятия, промышленность стройматериалов, местная, пищевая и т. п. Всё это требовало развития соответствующей инфраструктуры, что, в свою очередь, в специфических условиях «Дальстроя» (экстремальных климатических, особой удалённости от развитых экономических районов страны и т. п.) требовало существенных материальных и финансовых затрат. Темпы развития социальной инфраструктуры приведены ниже в таблице.
| Год  | Школы | Больницы | Амбулатории | Интернаты | Детские учреждения | Клубы | Избы-читальни | Библиотеки | Театры и кинотеатры |
| ---- | ----- | -------- | ----------- | --------- | ------------------ | ----- | ------------- | ---------- | ------------------- |
| 1932 | 14    | 6        | н/д         | н/д       | —                  | 1     | —             | —          | —                   |
| 1933 | 21    | 14       | н/д         | н/д       | 2                  | 2     | —             | 1          | —                   |
| 1934 | 27    | 23       | н/д         | н/д       | 2                  | 3     | 2             | 2          | 1                   |
| 1935 | 26    | 25       | н/д         | н/д       | 3                  | 5     | 6             | 8          | 2                   |
| 1936 | 30    | 27       | н/д         | н/д       | 5                  | 6     | 6             | 33         | 1                   |
| 1937 | 34    | 29       | н/д         | н/д       | 8                  | 9     | 11            | 70         | 1                   |
| 1938 | 35    | 32       | н/д         | н/д       | 27                 | 13    | н/д           | 131        | 3                   |
| 1939 | 36    | 37       | н/д         | н/д       | 31                 | 25    | 13            | н/д        | 3                   |
| 1940 | 32    | 59       | н/д         | н/д       | 39                 | 34    | 16            | 191        | 5                   |
| 1941 | 34    | 18       | 42          | 21        | 43                 | 40    | н/д           | 125        | 2                   |
| 1942 | 32    | 20       | 50          | 18        | 47                 | 74    | н/д           | 130        | 2                   |
| 1943 | 33    | 22       | 47          | 15        | 48                 | 103   | н/д           | 190        | 2                   |
| 1944 | 33    | 22       | 54          | 13        | 48                 | 109   | н/д           | 228        | 2                   |
| 1945 | 55    | 33       | 147         | н/д       | н/д                | н/д   | н/д           | н/д        | н/д                 |
| 1946 | 55    | н/д      | н/д         | н/д       | н/д                | н/д   | н/д           | н/д        | н/д                 |
| 1947 | 69    | 39       | 206         | н/д       | н/д                | н/д   | н/д           | н/д        | н/д                 |
| 1948 | 82    | н/д      | н/д         | н/д       | н/д                | н/д   | н/д           | н/д        | н/д                 |
| 1949 | 88    | н/д      | н/д         | н/д       | н/д                | н/д   | н/д           | н/д        | н/д                 |
| 1950 | 110   | н/д      | н/д         | н/д       | н/д                | н/д   | н/д           | н/д        | н/д                 |
| 1951 | 117   | н/д      | н/д         | н/д       | н/д                | н/д   | н/д           | н/д        | н/д                 |
| 1952 | 124   | н/д      | н/д         | н/д       | н/д                | н/д   | н/д           | н/д        | н/д                 |
| 1953 | н/д   | 66       | 276         | н/д       | н/д                | н/д   | н/д           | н/д        | н/д                 |

3 сентября 1941 года Начальник «Дальстроя» издал приказ о слиянии театра имени М. Горького и Магаданского эстрадного театра (МЭТ) и создании с 10 сентября единого Магаданского музыкально-драматического театра.

## Завершение деятельности «Дальстроя»
В истории «Дальстроя» была попытка устранить его экстерриториальное положение путём восстановления обычной для других регионов схемы управления через органы советской власти. 14 июля 1939 года Указом Президиума Верховного Совета РСФСР в составе Хабаровского края образован Колымский округ, а посёлок Магадан преобразован в город. Однако уже 31 августа 1939 года другим Указом ПВС РСФСР Колымский округ был ликвидирован, но статус города за Магаданом сохранился.
Согласно Постановлению Совета Министров СССР 832-370сс от 18 марта 1953 года, «в связи с освобождением МВД СССР от производственно-хозяйственной деятельности» Главное управление строительства Дальнего Севера «Дальстрой» было передано в Министерство металлургической промышленности СССР, а его лагерные подразделения — ГУЛАГу Министерства юстиции СССР (кроме Берегового ИТЛ, перешедшего в подчинение Тюремного управления МВД СССР).
После образования Магаданской области в декабре 1953 года «Дальстрой» передал осуществляемые им ранее функции партийного и административного руководства выборным территориальным партийным и советским органам, став хозяйственной организацией. В регионе полностью изменилась организация общественной жизни. Основные принципы «Дальстроя» уже не вписывались в меняющуюся политическую и социальную жизнь страны.
29 мая 1957 года на основании принятого Верховным Советом СССР Закона «О дальнейшем совершенствовании организации управления промышленностью и строительством» «Дальстрой» был упразднён — вместо него был образован Магаданский экономический район, руководимый совнархозом. Первым председателем Магаданского совнархоза стал последний начальник «Дальстроя» Ю. В. Чугуев.
На базе горно-промышленных управлений «Дальстроя» было создано отраслевое Горное управление Магаданского совнархоза, которое позднее было реорганизовано в союзное, а затем в производственное золотодобывающее объединение «Северовостокзолото».
В соответствии с постановлением Совета Министров СССР от 19 марта 1957 г. № 298 и приказом Министерства геологии и охраны недр СССР от 26 марта 1957 г. № 170 на базе Геологоразведочного управления (ГРУ) Дальстроя было создано Северо-Восточное геологическое управление (СВГУ). Все геологические работы на территории Северо-Востока СССР были переданы из Дальстроя Министерства цветной металлургии (МЦМ, Минцветмет) СССР в ведение Министерства геологии и охраны недр СССР.
Приказом Министра геологии РСФСР от 11 января 1966 г. № 10 СВГУ было переименовано в Северо-Восточное территориальное геологическое управление (СВТГУ).
Приказом Министерства геологии РСФСР от 20 марта 1980 г. № 187 на базе бывшего Северо-Восточного территориального геологического управления было создано Северо-Восточное производственное геологическое объединение (СВПГО).
Приказом Комитета по геологии и минеральным ресурсам РФ от 17 января 1992 г. № 4 реорганизовано в Северо-Восточное горногеологическое объединение «Севвостгеология» (ГГО «Севвостгеология»).
Решением Совета директоров от 18 января 1994 г. ГГО «Севвостгеология» было ликвидировано.

## Итоги деятельности
По мнению исследователей, для «дальстроевской» чрезвычайной модели горно-промышленного освоения северо-восточного региона основными характерными чертами стали: особые, экстраординарные полномочия на подведомственной территории; интегральный характер деятельности, охватывающий все сферы общественной жизни региона; значительные масштабы государственного финансирования; преимущественно хищническая отработка месторождений; моноотраслевая специализация; широкомасштабное использование принудительного труда неквалифицированной массы заключённых; резкое преобладание принудительных методов побуждения к труду и «штурмовщина»; жёсткая система наказаний за невыполнение планов; минимизация затрат на социальную инфраструктуру, технику безопасности и промышленную санитарию; негативные экологические последствия; развитая система северных льгот для привлечения вольнонаёмных работников.
Сильными сторонами «дальстроевской» модели явились: быстрая по времени отдача в виде ценных минеральных ресурсов; полный контроль государства над добытым золотом и другими металлами; возможность мобилизации работников на выполнение и перевыполнение установленных планов; сохранение устойчивости в чрезвычайных условиях военного времени.
Слабыми сторонами оказались: несбалансированная экономическая структура региона с моноотраслевым перекосом; затруднённое внедрение новшеств в производство; невостребованность творческого потенциала работников; высокая смертность и травматизм на производстве; большая текучесть кадров; незаинтересованность заключённых работников в результатах труда; отсутствие учёта интересов коренного населения; резкий дисбаланс демографической
структуры населения.